# John Sivebæk
John Sivebæk (* 25. října 1961, Vejle) je bývalý dánský fotbalista. Nastupoval především na postu krajního obránce.
S dánskou reprezentací vyhrál Mistrovství Evropy 1992, na šampionátu nastoupil ke všem pěti zápasům. Má též bronzovou medaili z mistrovství Evropy 1984. Zúčastnil se také Eura 1988 a světového šampionátu v Mexiku roku 1986. V národním týmu působil v letech 1982-1992 a odehrál 87 utkání, v nichž vstřelil 1 branku.
S klubem Vejle BK se stal mistrem Dánska (1984) a získal dánský pohár (1981).